# 대위 지휘참모과정
대위 지휘참모과정(Officer's Advenced Course, OAC)은 장교가 중위로 진급한 뒤 중위로서의 임무 수행을 마치고 입소하는 교육과정이다. 주로 중대장으로서의 임무를 수행할 때 필요한 분야와 이 외에도 참모 업무를 할 때 필요한 분야도 병행해서 훈련받는다. 따라서 대위 지휘참모과정에서 퇴교를 당할 경우 현역부적합심의 대상이 된다.
입소하는 계급은 중위와 대위인데 중위로 입소하는 경우는 이미 정규 4년제 대학교를 졸업하고 소위로 임관한 학사사관과 학군사관이며 대위로 입소하는 경우는 일반대학교를 다닌 경험이 없는 육군사관학교와 일반대학교를 2년만 다닌 육군3사관학교 및 단기간부사관이 해당된다.
대위로 진급했다고 해서 무조건 입소하는 곳은 아니며 대위 지휘참모과정을 수료하면 그 직후 받는 보직은 중대장으로 고정되어 있다. 화생방, 공병 등 소령이 중대장으로 보직되는 병과는 소령 진급 직전에 대위 지휘참모과정에 입교하기도 한다. 반면 대위로 진급했으나 대위 지휘참모과정에 입교하지 않을 경우 군장학생 및 연장 복무자의 경우, 사단 본부대에 소속되며 보직은 사단 본부대 행정장교나 군단 사령부 작전처 지휘통제실 상황장교가 된다. 본부대 행정장교의 경우 계급만 대위일 뿐 업무 내용은 행정보급관과 동일하다. 5년차 전역을 하더라도 중대장을 의무적으로 해야 하는 육군사관학교 출신은 이 역시 의무이며 육군사관학교 출신 대위가 대위 지휘참모과정을 거절할 경우 현역부적합심의 대상이 된다. 비(非) 육군사관학교 출신이라 하더라도 복무 구분이 장기복무자인 경우 역시 대위 지휘참모과정 입교가 의무이다.
일반적으로 대위 지휘참모과정은 중대장을 역임하는 것이 의무이나, 공보정훈 병과나 간호 병과(간호장교) 등 지휘관으로 갈 수 없는 병과에 한해서 중대장을 역임하지 않는다.
대위 지휘참모과정 학생장교는 대위 자원으로 분류되기 때문에 의무복무자가 아닌 직업군인으로 간주하며 이 때문에 매 수업마다 대위 지휘참모과정용 독신자 숙소에서 출퇴근을 하며 신임장교 지휘참모과정과 마찬가지로 주말은 외박이다. 영내자가 아니므로 금요일 수업 끝나자마자 외박을 시작한다.
학업 내용은 중대장으로서 필요한 중대 전술, 대대 전술과 참모로서 필요한 연대전술과 사단전술을 교육받는다. 해당 병과 대위 보직에 존재하는 모든 내용을 교육받는다.
평점은 상(上), 중상(中上), 중(中)으로 분류되며 중(中)의 경우는 장기복무가 사실상 좌절된다. 여기에서 중하(中下)나 하(下)가 없는 이유는 중하(中下)나 하(下)의 성적을 받을 정도의 학생장교라면 '장교자질 부족'의 사유로 현역부적합 심의 대상이 되기 때문이다. 애초에 대위 지휘참모과정에서 중하(中下)나 하(下)의 평점을 받을 정도면 대위 진급의 자격이 없기 때문에 이미 중위 계급에서 걸러진다.
소위로 임관할 때 자대배치를 받고 입교하는 신임장교 지휘참모과정과는 달리 자대배치는 성적 순으로 결정되며 중(中)을 받게 되면 갈 수 있는 부대가 동원사단이나 특전사, 상비사단에서는 사단 직할 보충중대밖에 없다. 상비사단의 일반적인 중대에는 갈 수 없다.

## 같이 보기
- 신임장교 지휘참모과정